# Aloe antoninii
Aloe antoninii é uma espécie de liliopsida do gênero Aloe, pertencente à família Asphodelaceae.